# 馬亞基 (杜布諾區)
50°33′36″N 25°51′31″E / 50.56000°N 25.85861°E
馬亞基（烏克蘭語：Маяки），是烏克蘭的村落，位於該國西北部羅夫諾州，由杜布諾區負責管轄，面積0.03平方公里，海拔高度219米，2001年人口42，人口密度每平方公里1,615.4人。